# Glenvar Heights
Glenvar Heights är en ort (CDP) i Miami-Dade County, i delstaten Florida, USA. Enligt United States Census Bureau har orten en folkmängd på 16 898 invånare (2010) och en landarea på 10,7 km².